# 이수완 (국악인)
이수완 (1993년 1월 18일 ~ )은 대한민국의 국악인이자 한복 모델이다.

## 소개
민요소리꾼 이수완은 국가무형문화재 제57호 경기민요 이수자이자 서울시무형문화재 제41호 송서 율창 전수장학생으로 한국음악을 전승받고 있으며, 추계예술대학교를 졸업하고 동대학원에 재학 중이다. 2018년도 한복의 미를 알리고자 참가한 2018 대한민국한복모델선발대회에서 영예의 진(眞)을 수상했다. 오는 2019년 1월 18일 서울돈화문국악당에서 열리는 ［2019 수어지교］ 이수완 <All 哥 美 : 모든 노래는 아름답다.> 독주회 공연으로 관객과 만날 예정이며, 2018 대한민국 한복모델 선발대회 수상자들과 함께 세계 패션의 중심, 프랑스 파리에서 해외 화보 촬영을 진행했다.

## 학력
- 국립전통예술고등학교 졸업
- 추계예술대학교 국악과(성악) 수석 졸업
- 추계예술대학교 대학원 음악과 석사과정 재학

## 경력
- 야단법석 소리단원
- 음악창작그룹 너나드리[5] 단원
- 한국음악앙상블 젊·꾼 단원

## 활동

### 방송
- KBS 1TV 국악한마당 1064회[6] 외 다수 출연
- 국악락락 9회[7]

### 공연
- [2019 수어지교] 이수완 <All 哥 美 : 모든 노래는 아름답다.>
- 대마니요(大마니謠)[8]_국악로 천우극장(2018)
- 한국음악앙상블 젊·꾼[9]정기 공연(2018) 《정성 Vol.2》_한국문화의 집(KOUS)
- 부평구립풍물단 창단11주년 정기연주회(2018))[10]
- 2018 문경새재 아리랑 음악회
- 한국음악앙상블 젊·꾼 정성 Vol.1 창단 공연(2017)
- 토요국악상설공연[11]
- 서울걷자페스티벌
- 제주해비치페스티벌
- 경복궁 고궁음악회
- 제36회 전국신인국악연주회 <한국정악원>

### 뮤지컬
- 넌버벌 퍼포먼스 뮤지컬 《대장금》[12] 아역

### 앨범
- 문경아리랑 기준 악보 녹음

### 강사
- 《흘러라 우리가락》 꿈의 학교 소리강사
- 문경아리랑 보존회 초청강사

## 수상

### 2018
- 2018 대한민국한복모델선발대회 진(眞)[13]
- 기산국악제전 전국국악경연대회 명창부 금상
- 글읽는소리 대제전 명창부 차상

### 2014
- 제12회 구리시전국민요경창대회 일반부 대상(문체부 장관상)
- 제12회 대한민국여성전통예술경연대회 학생부 대상

### 2009
- 고양행주전국민요대회 학생부 종합 대상